# Colletes chengtehensis
Colletes chengtehensis là một loài Hymenoptera trong họ Colletidae. Loài này được Yasumatsu mô tả khoa học năm 1935.